# Christian Malcros
Christian Malcros est un journaliste français né le 29 août 1946 à Paris, spécialiste de l'Aviation légère de l'Armée de terre (ALAT).

## Biographie
Christian Malcros est successivement :
- secrétaire de rédaction à Élysées Techni Press d'octobre 1966 à février 1967.
- assistant de plateau à l'Office de radiodiffusion-télévision française (ORTF) d'octobre 1967 à février 1968.
- secrétaire de rédaction à l'annuaire du bâtiment Sageret de septembre 1968 à octobre 1970.

En décembre 1970, il part au Brésil, collaborant au tournage de documentaires pour la télévision (Pantanal, pacification des tribus indiennes sur le parcours de la route transamazonienne).[réf. nécessaire]
De retour en France en 1972, il entre alors à la Société de production littéraire comme correcteur, puis devient le maître d'œuvre de la version française de l'encyclopédie Colorama. Il collabore ensuite à différents ouvrages dont Histoire mondiale des parachutistes et Histoire des parachutistes français.
Rejoignant, en septembre 1976, l'équipe de Valeurs actuelles comme premier secrétaire de rédaction, il en devient rédacteur en chef technique en septembre 1983 puis responsable de fabrication ; il est de même responsable de fabrication du mensuel Le Spectacle du monde. Il prend sa retraite en 2006.
Il est membre des Amis du Musée de l'ALAT et de l'hélicoptère.

## Publications
Il est l'auteur de nombreux ouvrages sur les insignes militaires français.
- avec Jacques Sicard et Cyril Edmond-Blanc, Insignes des Troupes aéroportées françaises, Société de production littéraire, Paris, 1975.
- Insignes de la Légion étrangère, Service Information et historique de la Légion, Képi Blanc, Aubagne, 1981.
- Insignes de l'Armée française, les Troupes aéroportées, Sogico, Paris, 1983  (ISBN 2-903916-02-0)[1].
- Les Insignes de l'ALAT, SHAT, Service historique de l'armée de Terre 1991, préface du général Bertrand de Lacroix de Vaubois, Vincennes, 1991[1].

## ALAT
Spécialiste de l'Aviation légère de l'Armée de terre (ALAT), il est aussi le webmaster de trois sites Internet consacrés à cette arme :
- Alat.fr, avec les historiques, les insignes et les patchs de l'ALAT avec une extension traitant des insignes des formations aériennes de la gendarmerie, de la sécurité civile et des douanes[4]
- Alat2.fr, nouvelle version avec les historiques, les insignes et les patchs de l'ALAT avec une extension traitant des insignes des formations aériennes de la gendarmerie, de la sécurité civile et des douanes
- Matalat.fr, dédié aux fiches techniques des aéronefs utilisés par l'ALAT depuis sa création, avec des plans trois vues, des listes de matériel et les codifications utilisées.

Ces trois sites ont été regroupés en 2019 en un seul, alat.fr.

## Récompenses
Le mercredi 12 juin 2019, Christian Malcros s’est vu remettre la médaille (barrette or) de l’UNA.ALAT. Cette distinction marque la reconnaissance des services rendus.